# Kometa
 (juin 2025).
Motif : Insuffisance en matière de sources secondaires requises. Cf WP:CAA 
- Archive Wikiwix
- Bing
- Cairn
- DuckDuckGo
- E. Universalis
- Gallica
- Google
- G. Books
- G. News
- G. Scholar
- Persée
- Qwant
- (zh) Baidu
- (ru) Yandex
- (wd) trouver des œuvres sur Wikidata

| 1. | Préciser le motif de la pose du bandeau. | Précisez le motif de la pose du bandeau en utilisant la syntaxe suivante : {{admissibilité à vérifier\|date=juin 2025\|motif=remplacez ce texte par le motif}}              |
| 2. | Informer les utilisateurs concernés.     | Pensez à avertir le créateur de l'article, par exemple, en insérant le code ci-dessous sur sa page de discussion : {{subst:avertissement admissibilité à vérifier\|Kometa}} |

 (octobre 2024).
 (octobre 2024).
Kometa est une revue bimestrielle de 160 pages de journalisme littéraire, de récits photographiques et de débats d’idées, publiée en France depuis 2023 par la SAS Être à l'Est. 

## Historique
Le 1er mars 2023, après l'invasion de l'Ukraine par la Russie, Léna Mauger, Perrine Daubas, Serge Michel, Paolo Woods et Grégory Rozières se sont réunis et ont fondé la SAS Être à l'Est. Le 29 août 2023, un financement participatif sur la plateforme KissKissBankBank est lancé pour la création de la revue. En une semaine, les précommandes atteignent les 1 800 pré-ventes et montent jusqu'à 2 400 au bout de trois semaines. La campagne se termine le 24 novembre 2023 avec 5 912 pré-ventes sur les 300 prévues initialement. Le premier numéro, L'Impérialisme, a été publié en automne 2023. Au sommaire, un grand récit de Emmanuel Carrère, un texte prémonitoire de Milan Kundera, les contributions de Lili Pankotai, Michka Assayas, Luba Yakymtchouk, etc.

## Origine du nom
Dans le premier numéro, Léna Mauger explique le choix du nom :
Kometa signifie comète en ukrainien, en russe, en tchèque, en macédonien, en tadjik, en tatar, et dans des dizaines d'autres langues à travers la planète, comme l'hawaïen. Dans l'Antiquité, une comète transperçant la nuit était annonciatrice d'un événement. Kometa ne regarde pas cet astre aveuglant mais ce qu'il éclaire, en prenant le temps de le comprendre. C'est une revue qui se tourne vers le monde qui se lève, révèle des voix, des images, des courages, des silences, et croise les regards pour raconter notre histoire.